# Goo
goo（グー）は、NTTドコモが運営するポータルサイトである。名称は「global network が無限大（∞）に拡大し続ける」ことに由来する。1997年3月27日開設。
マスコットキャラクターは「メグたん」。

## 概要
当初はNTTグループが提供する、インターネットガイド&ネットショップ「G-Square」内の一サービスメニューとしてNTTアドが検索システムを提供、NTTは検索技術の実験として、米Inktomi社のエンジンとNTT研究所の日本語解析技術をミックスしたロボット型検索エンジンを始めた。NTT自体はコンテンツを有しておらず、各種コンテンツを有する企業と共同でサービスを展開している。NTTマルチメディアビジネス開発部の塚本良江（マイクロソフト執行役員MSN事業部長、ACCESSメディア事業準備室長を経て現NTTコミュニケーションズ）含む3名でサービスを開始し、開設5か月後の1997年8月に100万ページビュー/日を越えた。
技術的に協力していたNTTが、翌1998年5月に実験として運営に参加しスタッフを10数名に増員する。Webメールを「gooフリーメール」として提供し、ニュースやスポーツ、天気などのコンテンツを得意分野の企業と提携して「gooホットチャネル」として提供し、それぞれ広告の出稿募集などを先進的に試み、検索エンジンからポータルサイトの地位を確立した。
1999年には、事業会社としてNTT-Xが発足し、実験運用から商用運用を開始した。同年5月にサイト構成を大規模に刷新し、ECサイト「gooショップ」を開設、リクルートと提携、日本経済新聞社と共同事業、三菱総研とインターネットリサーチを協業、三省堂と提携して無料辞書サービス「goo辞書」を開始、など新たなサービス事業でポータル機能の充実を図り、以後は毎年5月のサイト刷新が定着する。
Yahoo! JAPANとも連携し、「Yahoo!検索」の検索結果に該当しないものはgooの検索結果が表示された。
2004年以降は、OCN、ぷらら、WAKWAKなどNTT系プロバイダのポータルサイトの検索エンジンや情報提供サービスの多くははgooを利用した。なお、NTTグループがサービスするポータルサイト「NTT DIRECTORY」は、グループ内の競合を避け差別化のため「OCN navi」へ名称変更後、「OCNサーチ」としてサービスしている。
2020年12月10日時点で、アレクサランキングでの順位は、世界594位、日本国内45位。

## 沿革

### 1990 - 2000年代
- 1997年（平成9年）3月27日：NTTグループのインターネットガイド&ネットショップ「G-Square」内サービスメニューにてロボット型検索エンジンを開始。
- 1998年（平成10年）5月：ポータルサイト「gooホットチャネル」として拡大。情報コンテンツ、メールアカウント提供。
- 1999年（平成11年）5月：事業会社としてNTT-Xが発足して実験運用から商用運用を開始。ECサイト「gooショップ」開設、「goo辞書」「環境goo」「gooブログ」を順次開始。
- 2003年（平成15年）12月1日：Google社と戦略的に提携し、InktomiからGoogleへ検索エンジンを移行して話題となった。gooは検索系ポータルとして最後までInktomiのエンジンを利用した。
- 2004年（平成16年）4月1日：NTT-X社から、新設したNTTレゾナント社へ「goo」が譲渡された。
- 2005年（平成17年）2月16日：「gooブログ」無料版の容量を最大3GBに、gooブログアドバンスの容量を最大1TBへそれぞれ増加した。
- 2006年（平成18年）
  - 4月18日：「goo辞書」の「フリー百科事典」でウィキペディア日本語版の記事が検索できるようになった。
  - 6月：ウィキペディア日本語版の記事検索を独立して「goo Wikipedia記事検索」とした。
- 2007年（平成19年）
  - 8月22日：検索で得られた収益の一部を環境保護団体へ寄付する「緑のgoo」を開始した。
  - 12月11日：Mozilla Japanと提携して環境保護をテーマにしたWebブラウザ「緑のgoo版 Firefox」を公開した[4]。
- 2008年（平成20年）3月31日：gooトップページをリニューアルした。

### 2010年代
- 2010年（平成22年）
  - 4月2日：gooメールがバージョンアップし、無料版が2GB、gooメールアドバンスが5GBまでメールボックスが利用可能となった。
  - 5月31日：gooメールの動作を軽くした「gooメールシンプル」を提供開始する。
- 2013年（平成25年）4月：不正ログイン攻撃を受けて全アカウントをロックする（ロック解除には登録した氏名、生年月日、メールアドレスのすべてが必要）。
- 2019年（令和元年）7月29日：同年8月27日付で「gooカテゴリー検索」をサービス終了すると発表した[5]。

### 2020年代
- 2021年（令和3年）9月1日：同年9月30日付で「goo Wikipedia」をサービス終了すると発表した[6]。
- 2023年（令和5年）7月1日：NTTドコモがNTTレゾナントを吸収合併したことに伴い、同日付で「goo」がNTTドコモの事業となる[7]。
- 2025年（令和7年）
  - 3月31日：同年6月18日付で「gooニュース」をサービス終了すると発表した[8]。
  - 4月14日：同年9月17日付で「教えて!goo」をサービス終了[9]、同年11月18日付で「gooブログ」をサービス終了[10]することを発表した[11]。
  - 4月22日：2026年2月25日付で「gooメール」をサービス終了すると発表した[12]。
  - 4月30日：同年9月30日付で「gooランキング」をサービス終了すると発表した[13]。
  - 5月14日：同年6月25日付で「goo辞書」をサービス終了すると発表した[14]。

## 現行サービス
- gooID
- goo決済（クレジットカード、イーバンク、Pちょコム） - 2010年9月16日に「gooらくらく決済」から名称変更[15]。
- goo いまトピランキング[16]
  - 2012年3月26日から追加された総合情報サイト。gooで多く検索された言葉をもとに、スマートフォンなどのモバイル機器、パソコン経由での検索履歴、Twitterへの投稿内容などを参考に、独自の処理手順で話題性を判断し、流行の言葉とその背景を説明する文章を、1日に30から50件ほど掲載する。流行の理由を載せることで閲覧者の納得感を高めることと、gooとの相乗効果でgooへの訪問者10%ほど増すことを目的に設置された[17]。
- goo 住宅・不動産

## 過去のサービス

### 情報提供サービス
- gooRSSリーダー - 最新ニュースやブログを自動収集。2011年5月31日をもってサービス終了しアプリの提供も終了した[18]。
- gooスピードテスト - インターネットの通信速度を計測することができた。2011年7月28日をもってサービス終了した[19]。
- 日経goo -「gooニュース」とは別に日本経済新聞との提携による、日経新聞及び日経4紙のサイトの閲覧。有料の紙面においてはgooポイントが利用できた。2015年1月22日をもってサービス終了した[20]。
- キッズgoo - 子供向けコンテンツ。2017年3月31日をもってサービス終了した[21]。
- goo旅行 - じゃらんnet、楽天トラベル、るるぶトラベル、宿プラザ、宿なび、やど上手、近畿日本ツーリスト、JTBといった各旅行サイトと提携したサイト。2021年9月30日をもってサービス終了した[22]。
- gooテレビ番組 - テレビ番組の放送内容を検索できるサービス。ワイヤーアクションからの情報を受けていた[23]。2022年7月27日をもってサービス終了した[24]。
- gooタウンページ - 1,100万件の電話番号検索ができた。2023年3月29日をもってサービス終了した[25]。
- goo天気 - 日本気象協会提供の天気予報。季節ごとの名所やレジャースポットなどの、ピンポイント天気予報も利用が可能となっていた。アメダス、衛星画像、波情報、天気図などが表示された。2023年9月27日をもってサービス終了した[26]。
- goo地図 - ゼンリンデータコム提供の地図検索サービスが利用できる。日本測地系を採用している。携帯電話のサイトでも提供しており、携帯電話のGPSと連携した乗り換え案内なども提供される[27]。javaScript対応のNTTドコモの携帯電話ではブラウザ上でスクロールも可能となる。2010年4月からはXperiaなどのandroid機種でも利用が可能となった。2023年9月27日をもってサービス終了した[28]。
- goo乗換案内 - ジョルダンの乗換案内を利用できる。gooホームで登録した住所近郊の鉄道運行状況がトップ画面に表示される。「goo地図」サービスの一部となり「goo路線」と名称変更したが[29][30]、「goo地図」の終了によりサービス終了した。
- gooニュース - 政治経済、社会、スポーツ、芸能等のニュースの提供。当初、動画などのストリーミング配信には対応していなかったが、2019年7月から日テレNEWS24など一部の配信メディアにおいて対応している。再生速度調整機能にも対応[注 1]。2025年6月18日をもってサービス終了予定[31]予定。
- gooランキング - 様々なカテゴリの人気ランキング[32]。2025年9月30日をもってサービス終了[13]。
- goo辞書 - 国語、英和、和英ほかの辞書サービス。以下の辞書に対応。2025年6月25日をもってサービス終了[14]。
  - 英辞郎
  - 大辞林 第二版」および 「デイリー 新語辞典+α」（約25万語）
  - 英和「EXCEED 英和辞典」（約12万語）
  - 和英 「EXCEED 和英辞典」 （約9万4千語）
  - 四字熟語 「新明解四字熟語辞典」

### コミュニティサービス
- gooメーカー☆メーカー - クイズ・占い・クロスワード、ランキングなどが作れるサービス。2009年11月30日をもってサービス終了した[33]。
- gooブックマーク - 良質なブックマークを会員同士で共有するサイト。2011年3月31日をもってサービス終了した[34]。
- gooホーム - gooが提供するSNS。2012年1月31日をもってサービス終了した[35]。
  - goo SNS - 詳細は「gooホーム」を参照。
- gooからだログ - ダイエットから健康をサポートする健康SNS。2016年3月24日をもってサービス終了した[36]。
- gooグルメ＆料理 - 様々な料理のレシピなどを紹介。サービス名を「gooグルメ」へ変更したが、2021年3月31日をもってサービス終了した[37]。
- 教えて!goo - gooが提供するナレッジコミュニティ。2025年9月17日をもってサービス終了[9][11]を予定している。
- gooブログ - gooが提供するブログサービス。2025年11月18日をもってサービス終了[10][11]を予定している。
- gooメール - 日本のポータルサイトで早期に、フリーWebメールを取り入れている。メールアドレスは「xxxx@mail.goo.ne.jp」となる。通常のメールの送受信機能のほか、以下のサービスを提供。
  - 迷惑メールフィルター、ウイルスチェック
  - 他のプロバイダメールとの統合
  - 画面のカスタマイズ
  - iモード等携帯電話での利用、携帯電話への着信通知機能。
  - HTMLメールの作成
  - 振り分け設定
  - 通常のメーラーを使ったメールの送受信（有料オプション）
  - 2010年4月1日付の全面リニューアルで不具合が生じ、朝日新聞で『文字化けなどの不具合　苦情1万2千件』、毎日新聞で『文字化けなどの不具合　苦情1万2千件』と報道され、雑誌『日経コンピュータ』でも報道された。これを踏まえて、2010年5月31日に動作を軽くした「gooメール シンプルモード」が提供された。
  - 2013年10月1日11時をもって、無料版サービスの新規登録受付を停止。2014年3月10日に無料版サービスを停止し、有料版に一本化される。
  - 2026年2月25日をもってサービス終了[12]。

### 音楽・動画配信
NTTコミュニケーションズ、OCNなどと提携し、音楽・動画配信サービスを行っていた。
- goo楽曲配信 by MUSICO - 音楽配信サービス。2011年3月17日をもってサービス終了した[38]。
- goo ClipLife - 動画共有サービス。2011年5月31日をもってサービス終了した[39]。
- goo動画 - 動画配信サイト。2012年1月16日に「gooブロードバンドナビ」から名称変更[40]。有料（gooブロードバンドプレミアム）。2013年9月30日をもってサービス終了した[41]。
- goo映画 - 映画配信、予告編、上映館情報 ハリウッド映画、Vシネマをなど視聴できた。2021年3月22日をもってサービス終了した[42]。

### 決済・ショッピング
同じNTTグループのOCN、ぷららなどと提携した決済サービスがあり、gooの有料コンテンツをOCNやぷららの請求で支払うことなどが可能であった。
- ぷらら決済（プロバイダー） -  2011年9月30日をもってサービス終了した[43]。
- NTTコム リサーチ - アンケートモニターサイト[44]。2013年12月9日付で「gooリサーチ」から名称変更、「goo」のサービスではなくなる[45]。アンケートに答えるとgooポイントが付与された。
- gooオークション - インターネットオークション。2015年7月31日をもってサービス終了した[46]。
- OCNペイオン決済（プロバイダー） - 2018年1月31日をもってサービス終了した[47]。
- gooダウンロード - フリーウェア、シェアウェアソフトのダウンロードサイト「VECTOR」のサービスの利用が可能となっていた。2018年3月15日をもってサービス終了した[48]。
- gooショッピング - 各カテゴリ毎にネットショッピングを利用することができた。2019年3月31日をもってサービス終了した[49]。
- gooポイント - ポイントプログラム。2022年10月31日をもってサービス終了した[50]。

### モバイルサイト
- モバイルgoo - 携帯電話（フィーチャーフォン）用サイト。2022年6月30日をもってサービス終了した[51]。
  - モバイルgooでも、上記で挙げたメール、ブログ、地図、路線検索、RSSリーダーなど、gooのサービスのほとんどが利用できた。着メロ・着うたダウンロードサイトなどが多数あった。「教えて!goo」はiモード公式サイトに登録されていた。
- ドコモWebメール - iモードメールとは別に、gooのプラットフォームを利用した「xxx＠dwmail.jp」ドメインのWebメールが利用できる。iモード、iアプリの他にPCからも利用が可能となり、プロバイダなどのメールも統合ができる。2012年8月27日をもってサービス終了した[52]。

## トラブル

### goo.co.jpドメイン紛争
岡山県倉敷市の有限会社ポップコーンは、「goo」開設前の1996年8月に「goo.co.jp」というドメイン名を取得していた。ドメイン取得当時は女子高生をテーマにした非アダルトサイトとして運営されていたが、「goo.ne.jp」が著名になった1999年9月頃にアダルトサイトへ転送するサイトに切り替えられた。2000年11月に当時の「goo」運営元であるNTT-Xは、工業所有権仲裁センター（現：日本知的財産仲裁センター）に対し、ポップコーンのドメイン移転を求める申し立てを行い、2001年1月に同センターはポップコーンにドメインの移転を命じる裁定を下した。これを不服としたポップコーンは、2001年2月にNTT-Xを相手取り東京地方裁判所にドメイン使用権確認の訴えを提起したが、2002年4月に東京地裁はポップコーン側の請求を棄却する判決を下し、同年10月の控訴審判決でもポップコーン側の控訴は棄却され、ポップコーン側のドメイン使用権が否定された。

### 「いまトピランキング」のクリックベイト指摘
お笑い芸人の陣内智則は、goo「いまトピランキング」に掲載された「陣内智則、無期限休止を発表」と題された記事に対し、2021年11月22日に自身のTwitterで苦言を呈した。陣内がスタッフの入院を理由に「YouTube活動を無期限休止」するという内容だったが、それを読み取るのが不可能とも思われる見出しなだけに、読者からはSNS上で「クリックベイト（釣り記事）」ではないかとの言及が相次ぎ、Twitterでは検索欄に「陣内智則」と検索するとサジェストに同記事名が表示される事態となった。
この件を報じたJ-CASTは、いまトピランキングの記事の掲載方法を説明しつつ、
| 「                   | いまトピの見出しでは、陣内さんが"芸能活動"を休止すると読み取れる | 」 |
| —J-CAST編集部 谷本陵 |                                                                  |    |

と指摘。さらにJ-CASTは、いまトピランキングの過去に読者からクリックベイトだと指摘された記事を例として5つ紹介。以下は、過去に読者から指摘された記事と出典を記載する。
1. 2021年9月23日「休止を発表『深くお詫び申し上げます』新垣結衣が...」[61]
  - 元記事「ガッキー効果も!?アサヒ、復刻『マルエフ』が発売即一時休売の爆売れ事態」（アサ芸ビズ）[62]
    - アサヒビールが「深くお詫び申し上げます」と謝罪したことを、元記事では伝えているが、俳優の新垣結衣が謝った事実は記事から確認できない[60]。
2. 2021年10月14日「千鳥ノブ、謹慎処分」[63]
  - 元記事「千鳥ノブ『ワルで謹慎してますから』学生時代の武勇伝を語るも相方大悟から猛ツッコミ」（Quick Timez）[64]
    - お笑いタレントのノブがここ数日で謹慎処分を受けた印象を与えるが、実際は学生時代だった[60]。元記事ではタイトルにその旨を明記しており、高校生の時にカンニングで謹慎になったと説明している[60]。
3. 2021年9月29日「米津玄師の...「華々しい引退」活動終了へ」[65]
  - 元記事「『パプリカ』のFoorin活動終了！「たくさんの思い出をありがとう」」（まいじつ）[66]
4. 2021年11月12日「本田望結、二股か」[67]
  - 元記事「オリックス優勝で大喜びの本田望結に"ビジネスオリ姫"疑惑浮上？　佐藤藍子的便乗の恐れー（日刊サイゾー）[68]
5. 2021年11月24日「杉浦太陽、離婚危機か」[69]
  - 元記事「杉浦太陽が明かした夫婦円満の秘訣に称賛の声！きっかけは2度の離婚危機？」（アサジョ）[70]

NTTレゾナント企画部は2021年11月25日、J-CASTニュースの取材に対し、上記の記事について「弊社宛に直接の抗議は頂いておりません。Twitterに記載された内容を踏まえ、今後の編集方針の参考とさせていただきます」と答えた。NTTレゾナントによれば、各メディアの中から、編集部が話題性のある記事を選んで配信しているという。編集方針は「いま、話題となっている旬の情報をランキング形式で読者にお届けしています」。また、見出しは掲載前に媒体社には確認していないものの、配信契約の中で合意しているという。